# العقبة (لبنان)
العقبة، هي قرية وبلدية تقع على بعد 3 كيلومترات غربي راشيا في قضاء راشيا في محافظة البقاع، لبنان.

## المعبد الروماني
يوجد في العقبة أطلال معبد روماني في قرية تمّ تضمينها في مجموعة آثار جبل الشيخ. يقع المعبد على تل يشرف على جبل الشيخ. صنّفه جورج تايلور على أنه معبد أنتاي ذي تصميم يفقتقر إلى الزخرفة. وأشار إلى أن مدخل المعبد لا يواجع قمة الجبل، لكنه يرتبط بالمنطقة الشمالية من الجبل التي تغطيها سلسلة من التلال. وقد ذُكر وجود صنم في المعبد الذي لم ينجُ منه سوى الأعمدة. كما لا تزال ثلاثة أقسام من العمود الشرقي موجودة مكانها.

## وصلات خارجية
- Aaqabet, Localiban
- Photo of Aaqbe village on ugo.cn
- Photos of Roman temples in the Rashaya area on the American University of Beirut website
- Roman Temples on discoverlebanon.com
- 3D Google Earth map of En Nebi Safa on www.gmap3d.com
- Aaqabet Rashaya on wikimapia
- Aaqabet Rashaya on wikimapia